# ميرا تايلور
ميرا تايلور (بالإنجليزية: Myra Taylor)‏ هي عازفة الجاز ومغنية مؤلفة وملحنة وكاتبة غنائية وممثلة أمريكية، ولدت في 24 فبراير 1917 ببونر سبرينغز في الولايات المتحدة، وتوفيت في 9 ديسمبر 2011 بكانساس سيتي في الولايات المتحدة.

## وصلات خارجية
- ميرا تايلور على موقع IMDb (الإنجليزية)
- ميرا تايلور على موقع ميوزك برينز (الإنجليزية)
- ميرا تايلور على موقع قاعدة بيانات الأفلام السويدية (السويدية)
- ميرا تايلور على موقع أول ميوزيك (الإنجليزية)
- ميرا تايلور على موقع ديسكوغز (الإنجليزية)
- ميرا تايلور على موقع قاعدة بيانات الفيلم (الإنجليزية)